# 贝文·乔治
贝文·乔治（英語：Bevan George，1977年3月22日—），澳大利亚男子曲棍球运动员。他曾代表澳大利亚国家队参加2004年和2008年夏季奥林匹克运动会曲棍球比赛，获得一枚金牌和一枚铜牌。